# استرلینگ نورث

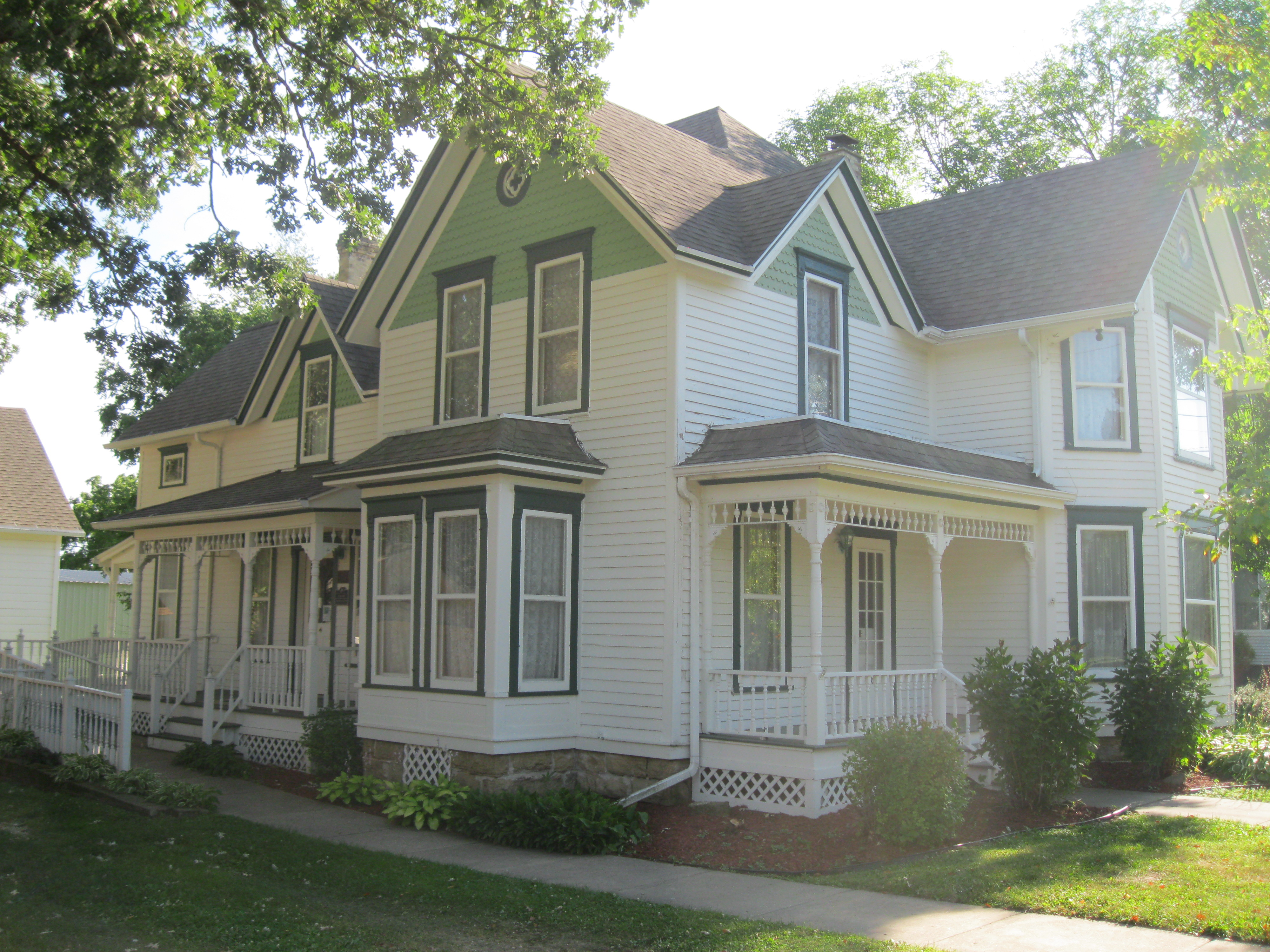
خانه توماس استرلینگ نورث

توماس استرلینگ نورث (به انگلیسی: Sterling North)؛(زاده ۴ نوامبر ۱۹۰۶ -درگذشته ۲۱ دسامبر ۱۹۷۴)، نویسندهٔ آمریکایی است که به خاطر نوشتن رمان راسکال به شهرت رسید، بعدها انیمیشن معروف رامکال از روی این رمان ساخته شد.